# 궁랴오구

궁랴오구의 위치

궁랴오구(한국어: 공료구, 중국어: 貢寮區, 병음: Gòngliáo Qū)은 중화민국 신베이시의 구이다. 넓이는 99.9734km2이고, 인구는 2015년 8월 기준으로 12,879명이다.

## 교통
- 타이완 철로관리국 이란 선

## 같이 보기
- 신베이시